# Monachocrinus
Monachocrinus is een geslacht van haarsterren uit de familie Bathycrinidae.

## Soorten
- Monachocrinus aotearoa McKnight, 1973
- Monachocrinus caribbeus (A.H. Clark, 1908)
- Monachocrinus coelus H.L. Clark, 1923
- Monachocrinus mortenseni Gislén, 1938
- Monachocrinus paradoxus (A.H. Clark, 1909)
- Monachocrinus recuperatus (Perrier, 1885)
- Monachocrinus sexradiatus A.H. Clark, 1923